# Basketball-Ozeanienmeisterschaft der Damen 1997
Die Basketball-Ozeanienmeisterschaft der Damen 1997, die achte Basketball-Ozeanienmeisterschaft der Damen, fand zwischen dem 1. und 4. Juni 1997 in Palmerston North sowie Wellington, Neuseeland statt, das zum vierten Mal die Meisterschaft ausrichtete. Gewinner war die Mannschaft Australiens, die zum siebten Mal den Titel erringen konnte. Im Finale konnte Neuseeland klar geschlagen werden. Zum ersten Mal nahm Neukaledonien, und damit eine dritte Mannschaft, am Turnier teil.

## Teilnehmende Mannschaften
Australien

 Neukaledonien

 Neuseeland

## Modus
Zunächst wurde in der Vorrunde in einer Gruppe zu drei Mannschaften gespielt. Jede Mannschaft spielte gegen jede andere genau einmal, sodass jede Mannschaft zwei Spiele (insgesamt wurden drei Spiele absolviert) absolvierte. Pro Sieg gab es zwei Punkte, für eine Niederlage immerhin noch einen Punkt. Bei Punktgleichheit entschied der Direkte Vergleich. Die beiden punktbesten Mannschaften zogen in das Finale ein und spielten den Basketball-Ozeanienmeister der Damen 1997 aus. 

## Ergebnisse

### Vorrunde
| Platzierung | Mannschaft    | Punkte | G | V | Körbe   | Diff |
| ----------- | ------------- | ------ | - | - | ------- | ---- |
| 1           | Australien    | 4      | 2 | 0 | 248:79  | +169 |
| 2           | Neuseeland    | 3      | 1 | 1 | 180:129 | +51  |
| 3           | Neukaledonien | 2      | 0 | 2 | 44:264  | −220 |

| 1. Juni 1997 |  | Neuseeland | 124 – 21 | Neukaledonien |  |
| 1. Juni 1997 |  |            |          |               |  |
| 1. Juni 1997 |  |            |          |               |  |
| 1. Juni 1997 |  |            |          |               |  |

| 2. Juni 1997 |  | Australien | 108 – 56 | Neuseeland |  |
| 2. Juni 1997 |  |            |          |            |  |
| 2. Juni 1997 |  |            |          |            |  |
| 2. Juni 1997 |  |            |          |            |  |

| 3. Juni 1997 |  | Australien | 140 – 23 | Neukaledonien |  |
| 3. Juni 1997 |  |            |          |               |  |
| 3. Juni 1997 |  |            |          |               |  |
| 3. Juni 1997 |  |            |          |               |  |

### Finale
| 4. Juni 1997 |  | Australien | 99 – 61 | Neuseeland |  |
| 4. Juni 1997 |  |            |         |            |  |
| 4. Juni 1997 |  |            |         |            |  |
| 4. Juni 1997 |  |            |         |            |  |

| Australien           |
| Meister Australien   |
| Siebte Meisterschaft |

## Abschlussplatzierung
| Rang | Mannschaft    |
| ---- | ------------- |
| 1    | Australien    |
| 2    | Neuseeland    |
| 3    | Neukaledonien |

Australien qualifizierte sich durch den Finalsieg für die Basketball-Weltmeisterschaft der Damen 1998 in Deutschland.